# Štamgast
Štamgast je americký film, který natočil v roce 1987 francouzsko-švýcarský režisér Barbet Schroeder podle scénáře spisovatele Charlese Bukowského. Film se natáčel v Los Angeles, dlouhodobém působišti spisovatele.
Příběh vypráví o mladém Henry Chinaskim, postavě známé z mnoha Bukowského literárních děl. Netouží po americkém snu a pachtěním se za penězi a majetkem. Je samotář-misantrop s pesimistickým pohledem na svět. Netrápí ho, že nemá co k jídlu, na nájem, nebo co bude příští den. Pokud pracuje, tak jen proto, aby měl na pití. Přesto se vymyká škatulce klasického alkoholika, má jistou grácii a šarm. Ačkoli si je vědom svého postavení ztroskotance, přijímá je s klidem, je na ně dokonce hrdý. Jeho životním postojem je nenechat se ovlivnit společností a dělat si vše po svém, jakkoli to znamená společenskou izolaci a opovržení. Názory ostatních lidí jsou tím posledním, co jej zajímá. 
Zápletka filmu není na prvním místě, hlavním motivem je ukázat životy lidí na spodním patře společenského žebříčku, lidí, kteří nemají naději na nějakou změnu a přijímají nástrahy života po svém.
Spisovatel a autor scénáře Charles Bukowski měl ve filmu cameo roli, sedí u baru ve scéně, kdy se Chinaski seznamuje s Wandou. Roli barmana Eddieho ztvárnil Frank Stallone, mladší bratr herce Sylvestera Stallone.

## Herecké obsazení
| Mickey Rourke       | Henry Chinaski    |
| Faye Dunawayová     | Wanda Wilcox      |
| Alice Krige         | Tully Sorensonová |
| Jack Nance          | detektiv          |
| J.C. Quinn          | barman Jim        |
| Frank Stallone      | barman Eddie      |
| Sandy Martin        | Janice            |
| Roberta Bassin      | Lilly             |
| Joe Unger           | Ben               |
| Pruitt Taylor Vince | Joe               |
| Charles Bukowski    | štamgast u baru   |

## Děj
Henry Chinaski se nechává zaměstnat na neperspektivních a úmorných pracovních pozicích. Většinou je však nezaměstnaný a píše poezii a povídky, které odesílá do některých literárních časopisů. Po večerech vysedává v barech a zapojuje se do rvaček, které nejednou sám vyprovokuje. Týká se to zejména bitek s barmanem Eddiem, jímž Chinaski opovrhuje. 
Jednoho večera Chinaski narazí v baru na Wandu, krásnou blondýnku a také alkoholičku. Ani Wanda neměla snadný život. Seznámí se a začnou spolu žít. Soužití provází řada hádek a komplikací. Vrcholem hádek je situace, kdy se mu Wanda přizná, že se vyspala s Eddiem. To Chinaskiho velmi zasáhne. Vyháže jí její věci z okna, nicméně si nadále udrží spolu vztah.
Časem Henryho kontaktuje atraktivní vydavatelka Tully Sorensonová, kterou nesmírně zaujala syrovost jeho díla. Obdivuje jej a hodlá publikovat jeho literární tvorbu. Chinaski je vůči ní zpočátku podezřívavý, nemá se ženami dobré zkušenosti. Nakonec jej Tully přesvědčí a zaplatí mu zálohu 500 dolarů. Pozve jej k sobě domů, kde dojde i na sex. Tully mu nabízí, aby zůstal s ní, dostane se mu pohodlí a uznání. Chinaski nicméně ví, že to není nic pro něj. Společenský status jej neláká, cítí se jako ve „zlaté kleci“. Vrací se za Wandou a pokračuje ve svém dosavadním způsobu života.
Tully se však nevzdává a vyhledá jej v jeho oblíbeném baru, kde Henry Chinaski sedí i s Wandou. Wanda žárlí a napadne Tully, Chinaski jen přihlíží a nijak nezasáhne. Tully si uvědomí, že jej nezajímá a opouští bar.
Henry objednává pití pro osazenstvo baru. Eddie se domnívá, že nemá peníze na zaplacení. Řekne mu, že mu dluží 40 dolarů. Henry dluh urovná, nechá ještě spropitné. Pak jdou společně ven, aby si to rozdali v další pěstní výměně, na což se těší všichni přítomní. Kamera vyjíždí na ulici a za zvuků úderů ve rvačce a povzbuzování diváků zabírá vstup do baru.

## Zajímavosti
- Charles Bukowski chtěl, aby Chinaskiho hrál Sean Penn, který zase chtěl, aby film režíroval Dennis Hopper. Bukowski a Penn se stali přáteli.
- Samotný Charles Bukowski se ve filmu také objevil v cameo roli, když sedí u baru ve scéně, kdy Chinaski osloví Wandu.
- Chyba ve filmu: ve scéně, kdy Henry Chinaski volá ambulanci, sděluje číslo budovy 334. V předcházející scéně je ale jasně vidět číslo 360.
- ve filmu je scéna, kdy kamera pojíždí po nohách herečky Faye Dunawayové. Tato nebyla v originálním scénáři, herečka si ji vyžádala na autorovi textu Charlesi Bukowském.
- režisér Barbet Schroeder a Charles Bukowski byli blízkými přáteli, Schroeder se snažil o maximální věrohodnost snímku a s Bukowskim vývoj filmu často konzultoval.

## Citáty
„Co děláš?“ „Piju.“ „Co budeme dělat?“ „Budeme pít.“
„Nesehnalas práci? Pojďme to oslavit.“